# The Love Mart

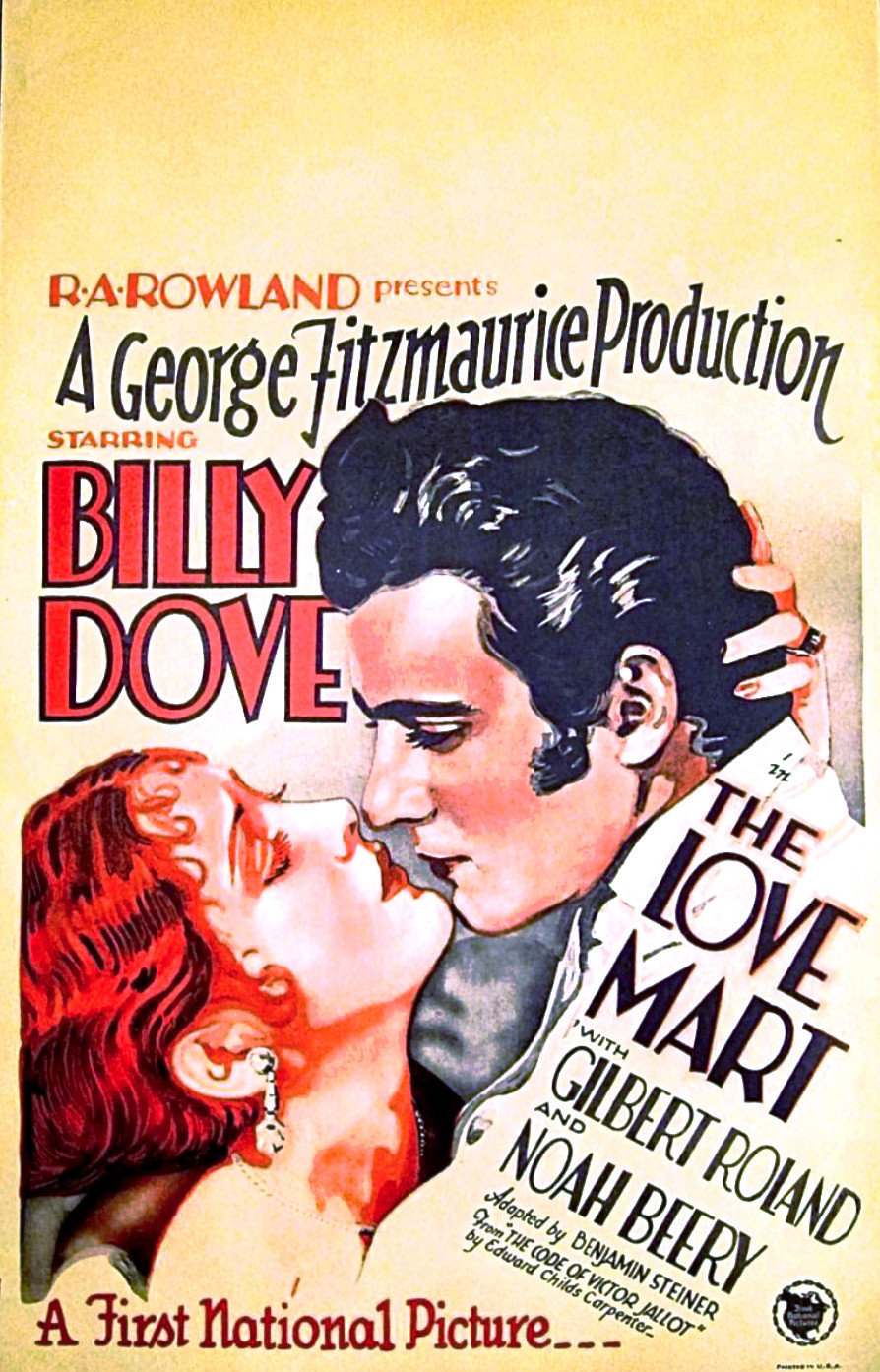
Affiche du film

The Love Mart est un film américain réalisé par George Fitzmaurice et sorti en 1927.

## Fiche technique
- Réalisation : George Fitzmaurice
- Scénario : Edward Childs Carpenter, Benjamin Glazer, Edwin Justus Mayer
- Photographie : Lee Garmes
- Distributeur : First National Pictures
- Montage : Stuart Heisler
- Durée : 80 minutes (8 bobines)[1]
- Date de sortie : 18 décembre 1927

## Distribution

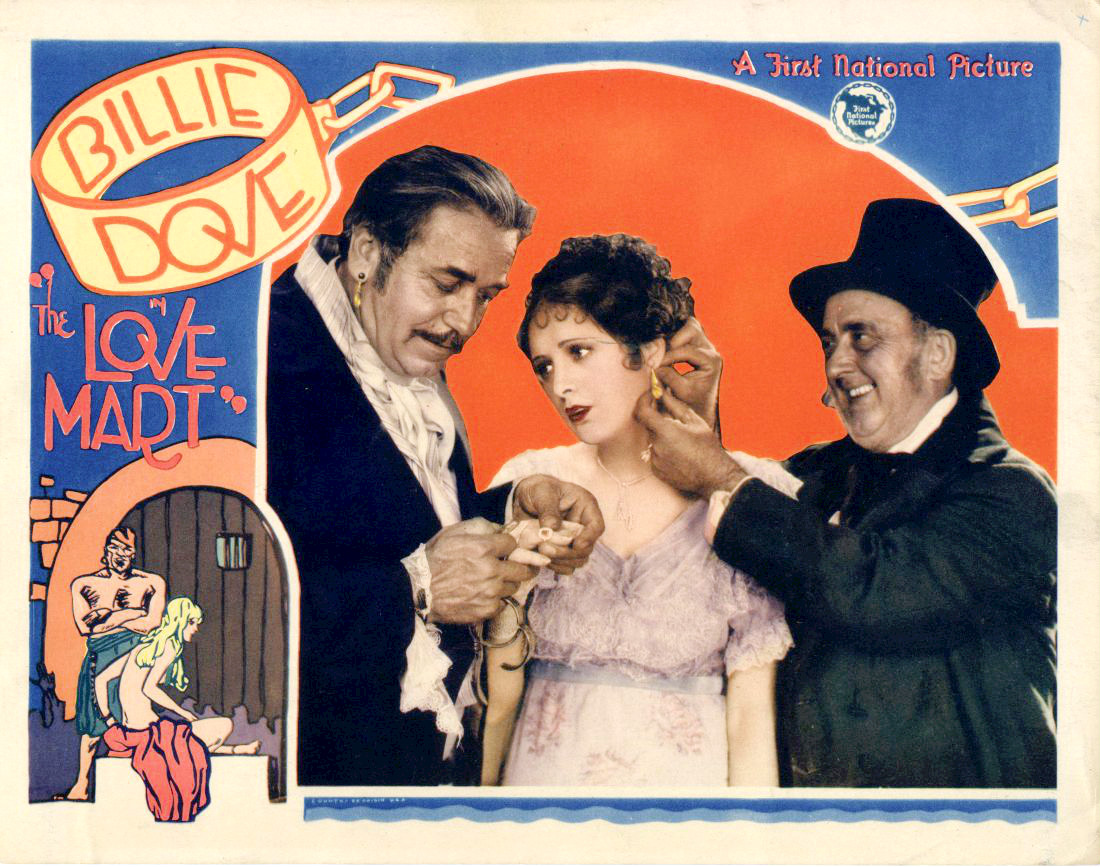
Carte promotionnelle du film.

- Billie Dove : Antoinette Frobelle
- Gilbert Roland : Victor Jallot
- Ray Turner : Poupet
- Noah Beery : Captaine Remy
- Armand Kaliz : Jean Delicado
- Emile Chautard : Louis Frobelle
- Boris Karloff : Fleming
- Mattie Peters : Caresse
- George Bunny
- Richard Cramer
- Paul Vincenti
- Oliver Eckhardt : Comedy Bailiff